# باول كوفين
باول كوفين هو شخصية أعمال كندي، ولد في 27 يناير 1738، وتوفي في 1821.